# Eryngium corniculatum
El cardo de charca (Eryngium corniculatum) es un cardo de la familia de las umbelíferas.

## Descripción
Hierba anual o bienal, espinosa, frecuentemente blancuzca o azulada. Tallos de hasta 60 cm, erectos, escasamente ramificados. Hojas alternas, simples; las inferiores de hasta 35 cm, pecioladas, con peciolo transversalmente tabicado (septado) y limbo linear-elíptico u oblongo-lanceolado, entero o dentado con dientes espinosos, prontamente caducas; las caulinares haciéndose gradualmente sentadas desde la base hasta la parte superior del tallo, irregular y profundamente divididas (pinnatífidas), espinosas. Flores hermafroditas, actinomorfas, pentámeras, en inflorescencias capituliformes (capítulos) reunidas en cimas dicasiales de pocas ramas. Capítulos de 0,5-1 cm, pedunculados, normalmente azulados, con 1-3 brácteas espinosas largas, y con 5-7 brácteas periféricas ((involucrales) de hasta 5 cm, enteras, gradualmente estrechadas en una espina apical larga. Cáliz con 5 sépalos, con una espina apical. Corola con 5 pétalos marcadamente curvados hacia dentro (incurvados), más cortos que los sépalos. Androceo con 5 estambres, ovario ínfero, con 2 carpelos. Frutos de 1,5-2,5 mm, con escamas blanquecinas sobre todo en la parte superior, formados por 2 aquenios unidos por la cara interna (diaquenio).

## Distribución y hábitat
Mediterráneo occidental. Áreas temporalmente encharcadas y lagunas someras. Florece y fructifica de primavera a otoño.

## Taxonomía
Eryngium corniculatum fue descrita por Jean-Baptiste Lamarck y publicado en Encyclopédie Méthodique, Botanique 4: 758. 1797.
Citología
Número de cromosomas de Eryngium corniculatum (Fam. Umbelliferae) y táxones infraespecíficos: n=8; 2n=16.

Etimología
Eryngium: nombre genérico que probablemente hace referencia a la palabra que recuerda el erizo: "Erinaceus" (especialmente desde el griego "erungion" = "ción"), sino que también podría derivar de "eruma" (= protección), en referencia a la espinosa hojas de las plantas de este tipo.
corniculatum: epíteto  que significa "con cuernos".
 Sinonimia
- Eryngium cornutum Donn
- Eryngium odoratum DC.
- Eryngium palustre DC.
- Eryngium suaveolens Brouss. ex Desf.[6]

## Nombre común
- Castellano: cardo de charcas.[4]